# Alfrēds Verners
Alfrēds Verners, gebürtig Alfred Werners (* 1. Januar 1912 in Riga; † 31. Dezember 1973 in den Vereinigten Staaten) war ein lettischer Fußball- und Eishockeyspieler deutsch-baltischer Herkunft.

## Karriere
Alfrēds Verners spielte bis zum Jahr 1935 für den deutsch-baltischen Verein Union Riga, sowohl in der Fußballmannschaft als auch in der Eishockeymannschaft. Danach war er für den von Briten gegründeten Rigas Vanderer aktiv.
Im Juni 1931 debütierte Verners in der Lettischen Fußballnationalmannschaft gegen Litauen. Mit der Auswahl Lettlands nahm er in den Jahren 1935, 1936 und 1937 am Baltic Cup teil. Zweimal gewann er dabei mit der Nationalelf den Titel. Verners nahm des Weiteren mit der Mannschaft an der Qualifikation zur Weltmeisterschaft 1938 in Frankreich teil. Für die Fußballnationalmannschaft von Lettland kam Alfrēds Verners auf insgesamt 19 Einsätze, bei denen er 5 Tore erzielte.
Für die Eishockeynationalmannschaft spielte er das erste Spiel in der Geschichte der Auswahlmannschaft von Lettland als am 27. Februar 1932 in Riga Litauen mit 3:0 besiegt wurde. Neben Verners standen Herberts Kušķis, Herberts Keslers, Indriķis Reinbahs, Roberts Bluķis, Ādolfs Petrovskis, Johans Skadiņš, Leonīds Vedējs und Valentīns Volframs auf dem Eis.

## Erfolge
Im Fußball mit Lettland:
- Baltic Cup: 1936, 1937